# 蟻鞍の婆
蟻鞍の婆（ありくらのばば）とは、岐阜県高山市の蟻鞍という地に住んでいたといわれる老婆についての怪異譚。

## 概要
不思議な術を使う老婆として伝承されており、飛騨考古土俗学会が1935年に発刊した『ひだびと』には、「岩瀧の昔話」として小烏山が噴火の予兆を示した際、7日目に祈りを捧げ山の鳴動を止めたり、温泉に馬の爪を投げ入れ、ただの水に変えてしまったりした、というような逸話が残されている。